# Čeljabinska oblast
Čeljabinska oblast (rusko Челя́бинская о́бласть) je oblast v Rusiji v Uralskem federalnem okrožju. Na severu meji na Sverdlovsko oblast, na vzhodu na Kurgansko oblast, na jugovzhodu na Kazahstan, na jugu na Orenburško oblast in na zahodu na republiko Baškortostan. Ustanovljena je bila 17. januarja 1934.